# Stanislav Melnykov
Stanislav Melnykov (Odesa, Ucrania, 25 de febrero de 1987) es un atleta ucraniano, especialista en la prueba de 400 m vallas en la que llegó a ser medallista de bronce europeo en 2012.

## Carrera deportiva
En el Campeonato Europeo de Atletismo de 2012 ganó la medalla de bronce en los 400 m vallas, con un tiempo de 49.69 segundos, llegando a meta tras el británico Rhys Williams (oro con 49.33 segundos) y el serbio Emir Bekrić (plata con 49.49 segundos).